# Кожань
Кожань, Кожані (рум. Cojani) — село у повіті Горж в Румунії. Адміністративно підпорядковане місту Тиргу-Кербунешть.
Село розташоване на відстані 210 км на захід від Бухареста, 21 км на схід від Тиргу-Жіу, 77 км на північ від Крайови.

## Населення
За даними перепису населення 2002 року у селі проживали 336 осіб, усі — румуни. Усі жителі села рідною мовою назвали румунську.